# Look at Me: The Album
Look at Me: The Album es el primer álbum recopilatorio y el tercer álbum póstumo del rapero y cantante estadounidense XXXTentacion. Fue publicado el 10 de junio de 2022, una semana antes del cuarto aniversario de su muerte. El álbum fue anunciado junto con un documental del mismo nombre. El álbum está respaldado por dos sencillos hasta el momento: "Vice City" y "True Love".

## Antecedentes
El álbum fue anunciado originalmente el 23 de mayo de 2022 por el patrimonio de XXXTentacion en sus redes sociales, junto con el anuncio de que "True Love" con Kanye West, que anteriormente estaba en el undécimo álbum de estudio de West, Donda 2, sería lanzado como sencillo en plataformas de transmisión el 27 de mayo de 2022. La lista de canciones completa se reveló en las redes sociales de XXXTentacion el 2 de junio de 2022.
El álbum incluirá varias canciones de la era SoundCloud de XXXTentacion, además de pistas y sencillos de su mixtape Revenge (2017) y tres de sus álbumes de estudio, 17 (2017), ? (2018) y Skins (2018), incluido su exitoso sencillo, "Look at Me!", y su sencillo con certificación diamate, "Sad!".

## Lista de canciones
| N.º | Título                                                            | Productor (es) | Duración |  |
| 1.  | «vice city»                                                       | Canis Major    | 3:40     |  |
| 2.  | «NEVER»                                                           | XXXTentacion   | 3:40     |  |
| 3.  | «rare»                                                            | XXXTentacion   | 1:35     |  |
| 4.  | «FUXK» (con Ski Mask the Slump God)                               | XXXTentacion   | 2:41     |  |
| 5.  | «WingRiddenAngel»                                                 | XXXTentacion   | 2:48     |  |
| 6.  | «King Of The Dead»                                                | Fifty Grand    | 3:44     |  |
| 7.  | «FAILURE IS NOT AN OPTION (Interlude)»                            | King Yosef     | 0:51     |  |
| 8.  | «#ImSippinTeaInYoHood»                                            | Ronny J        | 2:55     |  |
| 9.  | «I spoke to the devil in miami, he said everything would be fine» | XXXTentacion   | 3:02     |  |
| 10. | «Willy Wonka Was A Child Murderer»                                | Prxz           | 1:49     |  |
| 11. | «KILL ME (Pain From The Jail Phone)»                              | Fifty Grand    | 2:20     |  |
| 12. | «Look At Me!»                                                     | Rojas          | 2:06     |  |
| 13. | «I Don't Wanna Do This Anymore»                                   | XXXTentacion   | 1:27     |  |
| 14. | «YuNg BrAtZ»                                                      | Stain          | 1:41     |  |
| 15. | «Jocelyn Flores»                                                  | Potsu          | 1:59     |  |
| 16. | «Depression & Obsession»                                          | XXXTentacion   | 2:24     |  |
| 17. | «Everybody Dies in Their Nightmares»                              | Potsu          | 1:35     |  |
| 18. | «ALONE, PART 3»                                                   | Cunningham     | 1:49     |  |
| 19. | «Moonlight»                                                       | Cunningham     | 2:15     |  |
| 20. | «SAD!»                                                            | Cunningham     | 2:46     |  |
| 21. | «changes»                                                         | XXXTentacion   | 2:01     |  |
| 22. | «hope»                                                            | Cunningham     | 1:50     |  |
| 23. | «before i close my eyes»                                          | Cunningham     | 1:39     |  |
| 24. | «Train food»                                                      | XXXTentacion   | 2:44     |  |
| 25. | «True Love» (con Kanye West)                                      | Kanye West     | 2:28     |  |